# Colareț, Mehedinți
Colareț este un sat în comuna Tâmna din județul Mehedinți, Oltenia,România 
Cu o istorie bogată și adânc înrădăcinată în vremurile de demult, acest sat, odinioară plin de forfota boierilor și a moșierilor, trăiește astăzi în ecoul amintirilor ce răsună prin casele bătrânești. Pe atunci, răsunau căruțele pe ulițe, iar clopotele bisericii vesteau nu doar ceasul, ci și tihna unei vieți așezate.
Cultura oltenească domnește aici cu mândrie – o comoară vie păstrată cu sfințenie de localnici blajini, oameni cu suflet cald, mereu gata să-ți întindă o mână de ajutor și să te ospăteze cu o pită caldă și-un pahar de vin din via de la marginea “Ogașului lui Bran”. Aici, livezile se întind cât vezi cu ochii, iar fântânile cu apă rece de izvor țâșnesc din adâncuri de pământ, ca niște izvoare ale memoriei.
Pe timp de vară, satul pare desprins dintr-o carte de povești – un adevărat sat de vacanță, unde liniștea este spartă doar de ciripitul păsărilor sau de foșnetul vântului printre frunzele prunilor.
Dar, ca orice loc vechi, plin de legende și povești transmise din bătrâni, și acest sătuc poartă cu el umbrele trecutului. Se spune că, în nopțile cu lună plină, în jurul Ogașului, printre copacii bătrâni, se pot zări siluete albe plutind lin – sufletele celor care au trăit aici, neîmpăcați sau legați de locurile dragi lor. Uneori, fântânile “vorbesc” în șoapte ce doar cei curajoși le pot auzi, iar câinii latră fără motiv către întunericul din marginea pădurii.
Bătrânii satului nu se tem, ci spun că acele fantome nu fac rău – sunt doar umbre ale amintirilor, paznici nevăzuți ai tradiției și istoriei. Iar cine ascultă cu inima deschisă, poate prinde o frântură din ce a fost cândva, într-un sat care nu a murit, ci doar a adormit între lumi.